# Basilique Notre-Dame d'Orcival
Pour les articles homonymes, voir Basilique Notre-Dame et Notre-Dame.
La basilique Notre-Dame d'Orcival est une église de style roman auvergnat située à Orcival dans le département français du Puy-de-Dôme en région Auvergne-Rhône-Alpes.
Elle fait partie des cinq églises romanes d'Auvergne dites « majeures », avec la basilique Notre-Dame-du-Port de Clermont-Ferrand, l'abbatiale Saint-Austremoine d'Issoire, l'église de Saint-Nectaire et l'église Notre-Dame de Saint-Saturnin.

## Historique

### Construction
L'église Notre-Dame d'Orcival fut édifiée entre 1146 et 1178. Au XIe siècle, une église située à l'est du village accueillait une statue de la Vierge extrêmement vénérée ; une légende prétendait qu'elle avait été sculptée par saint Luc. Tout porte à croire que la basilique actuelle fut édifiée en raison du succès grandissant d'un pèlerinage[réf. souhaitée]. Notre-Dame d'Orcival devint alors le nouveau lieu d'accueil de la célèbre statue, conservée aujourd'hui dans le sanctuaire de l'église et qui est depuis l'objet d'un pèlerinage annuel, le Jeudi de l'Ascension.
La basilique a été gravement endommagée par les forts séismes qui secouèrent la région en 1477 et 1490. Le 29 juin 1477, le clocher est abattu et les voûtes sont enfoncées par la secousse.

### Protection et classement
Elle fait l'objet d'un classement au titre des monuments historiques depuis 1840 : elle fait partie de la première liste de monuments historiques français, la liste des monuments historiques protégés en 1840, qui comptait 1 034 monuments.

### Pèlerinage manouche
Elle est un lieu de pèlerinage important pour les Manouches d'Auvergne et du Limousin.

## Architecture extérieure

### Structure du chevet
La basilique Notre-Dame d'Orcival présente un remarquable chevet roman auvergnat constitué d'un étagement de volumes de hauteur croissante :
- deux absidioles adossées aux bras du transept ;
- quatre chapelles rayonnantes ;
- le déambulatoire ;
- le chœur ;
- les bras du transept ;
- le « massif barlong » ;
- le clocher octogonal.

Son chevet est donc en tous points comparable à celui de la basilique Notre-Dame-du-Port de Clermont-Ferrand et plus développé que celui de l'église de Saint-Nectaire (qui n'a que trois chapelles rayonnantes) ou que celui de l'église Notre-Dame de Saint-Saturnin (qui n'en a aucune). Parmi les cinq églises romanes d'Auvergne dites « majeures », seule l'abbatiale Saint-Austremoine d'Issoire fait mieux, car elle possède une chapelle axiale rectangulaire.
La silhouette caractéristique et l'élan vertical des chevets romans auvergnats sont dus au « massif barlong », ce parallélépipède allongé transversalement qui surmonte la croisée du transept et est couronné par le clocher. L'élévation progressive des volumes est encore accentuée par les deux toits en appentis du « massif barlong », qui encadrent la naissance du clocher.

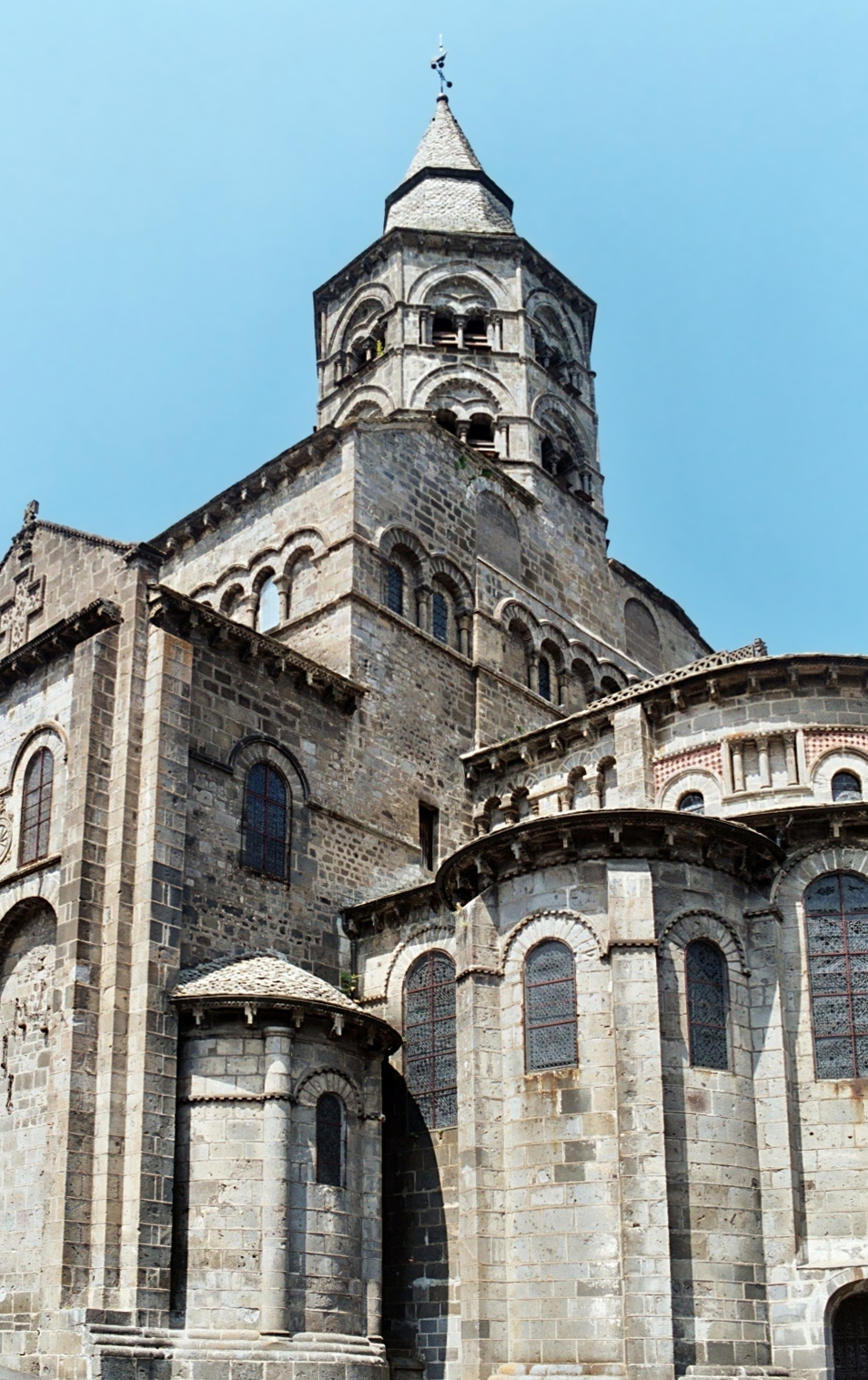
Croisée et chevet.
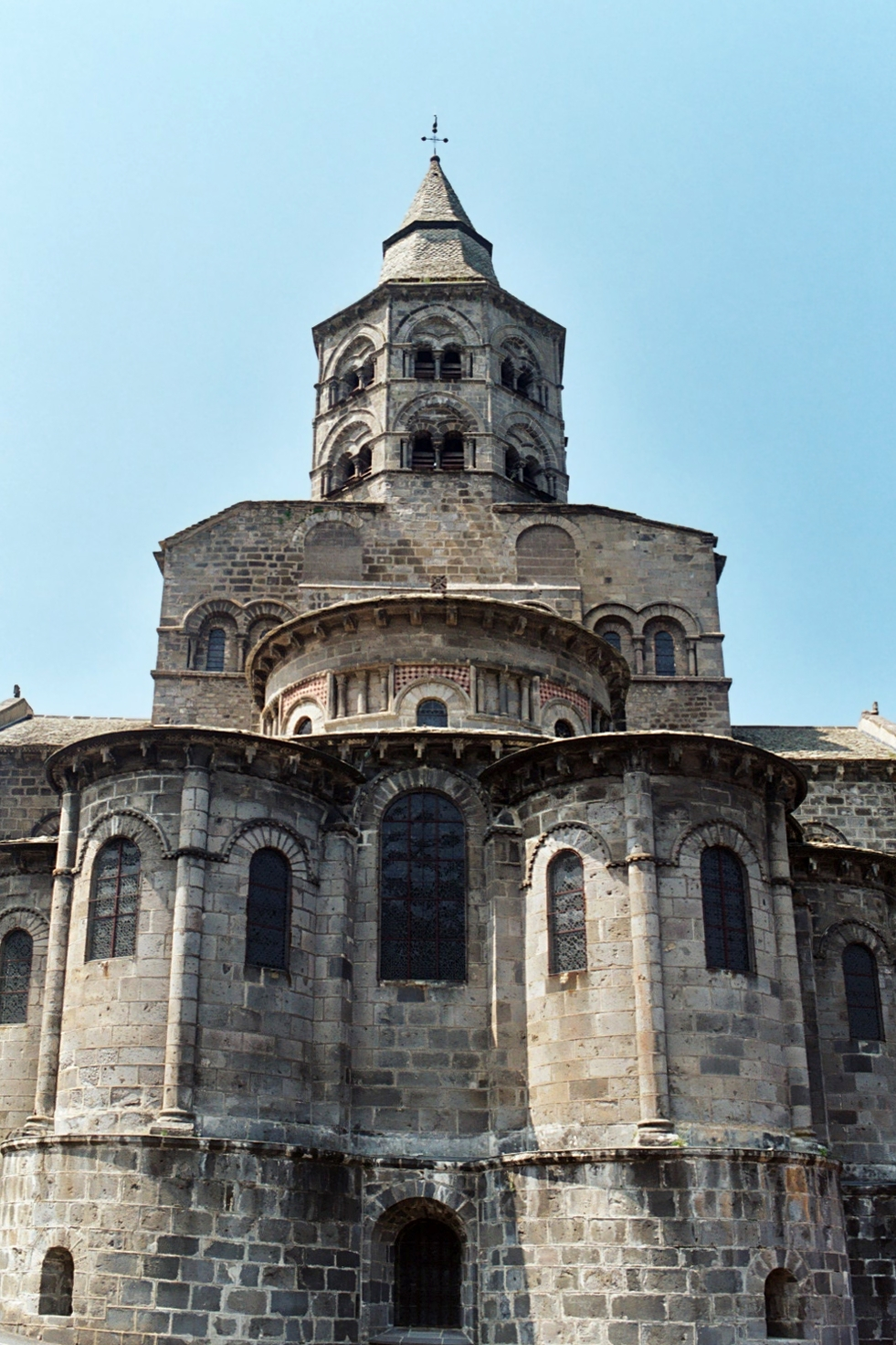
Étagement des volumes.
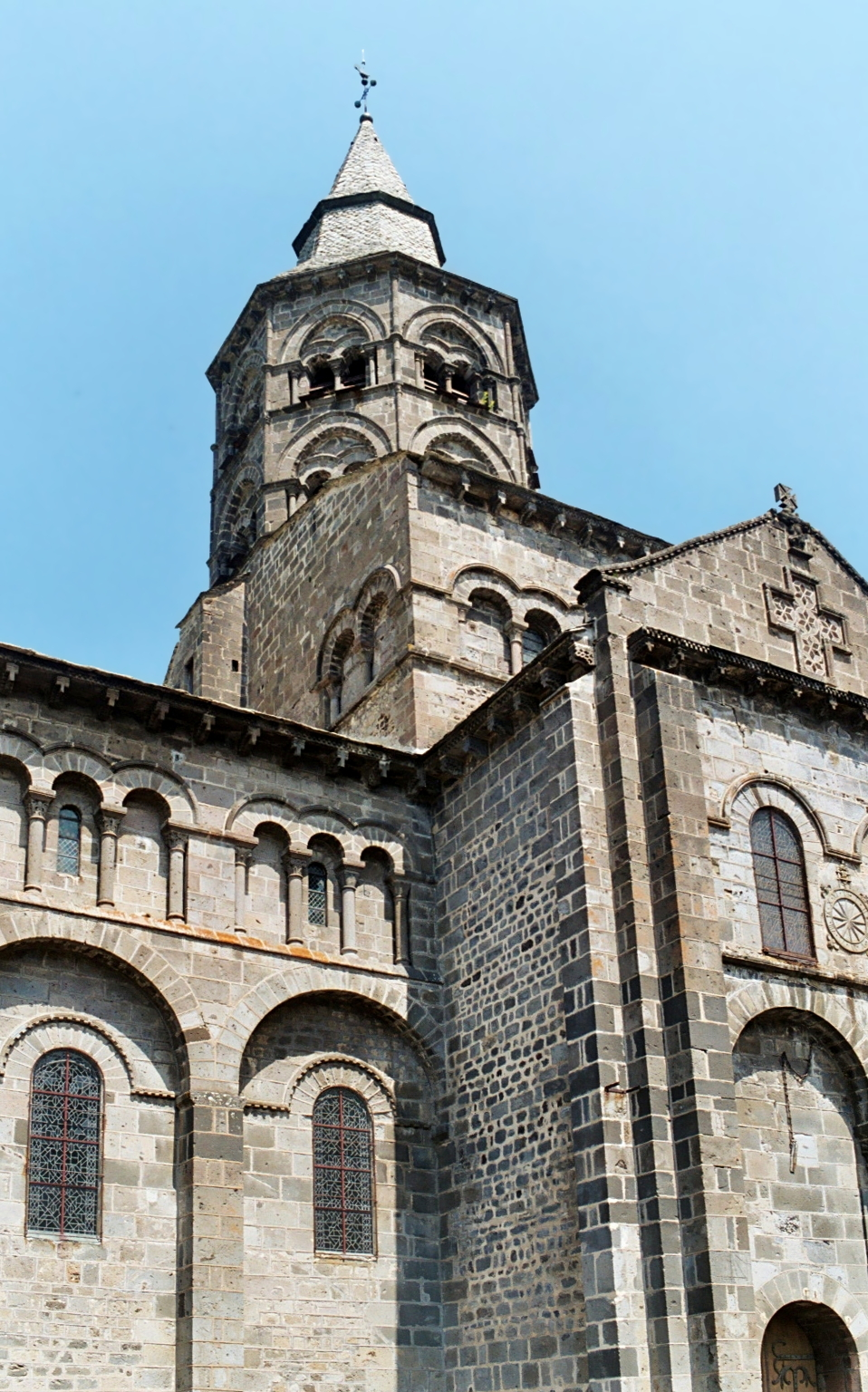
Croisée.
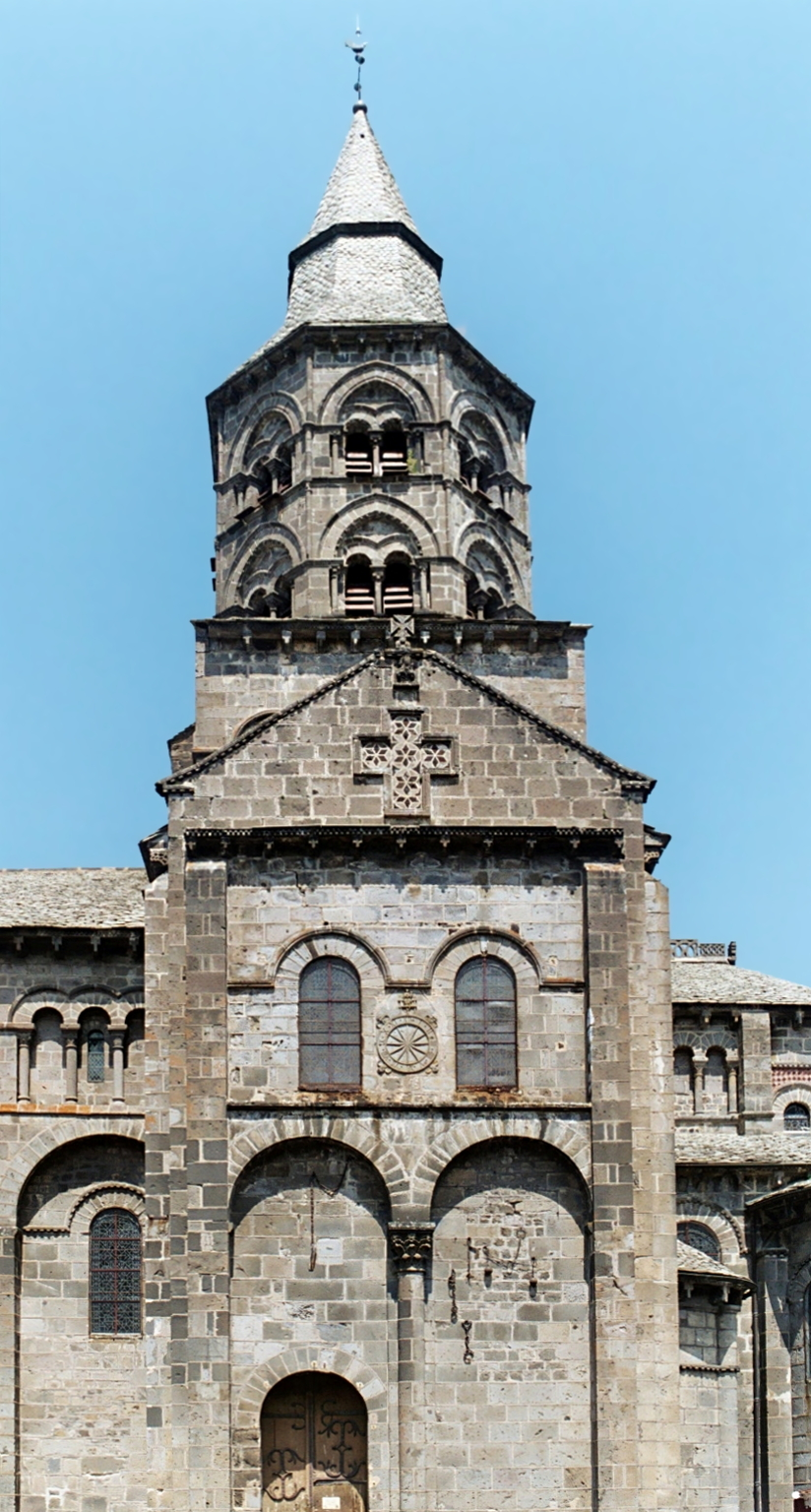
Bras du transept et clocher.

### Décoration extérieure

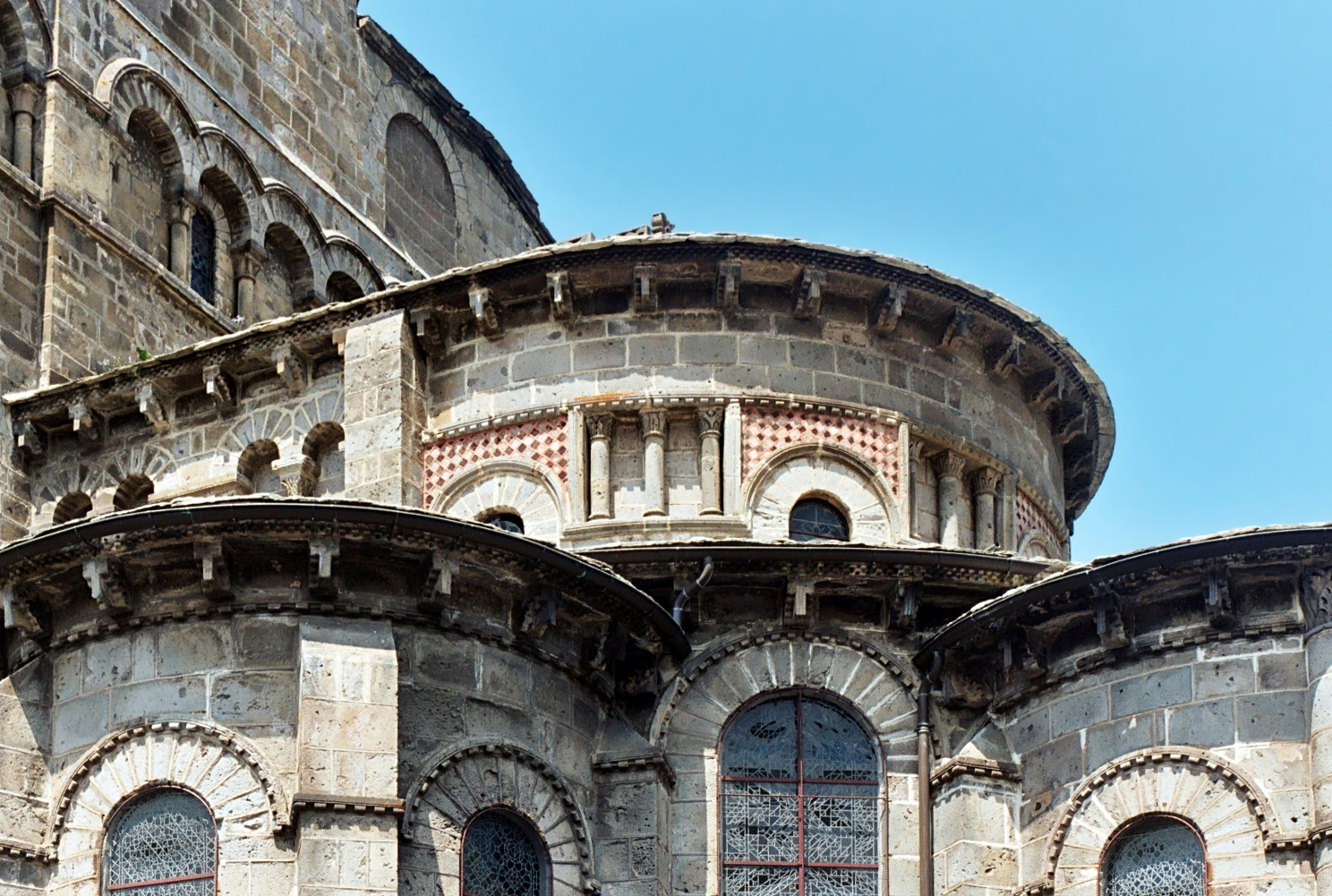
Détail des décorations du chevet.

Le chevet possède une décoration polychrome en opus reticulatum (qui ressemble à celle du portail carolingien de l'abbaye de Lorsch). Cette décoration est cependant nettement plus sobre que celle que l'on trouve au chevet de l'abbatiale Saint-Austremoine d'Issoire : on n'y trouve pas de mosaïque (opus sectile) de rosaces polychromes sous la corniche du chœur.
Le chœur, le déambulatoire et les chapelles rayonnantes (absidioles) possèdent chacun une corniche largement débordante soutenue par des modillons à copeaux. Les fenêtres du chœur sont surmontées de mosaïques polychromes de losanges réalisés avec du trachyandésite et alternent avec des loges rectangulaires abritant chacune trois colonnettes. Les arcs des fenêtres du déambulatoire et des chapelles sont bordés d'un cordon de billettes.
Le « massif barlong », quant à lui, est orné de nombreuses fenêtres aux claveaux polychromes.

### Façades latérales
La structure des façades latérales de la nef est en tout point semblable à ce que l'on peut observer à la basilique Notre-Dame-du-Port de Clermont-Ferrand, à l'abbatiale Saint-Austremoine d'Issoire ainsi qu'à l'église de Saint-Nectaire : les fenêtres des façades latérales de la nef, bordées d'un cordon de billettes, sont logées sous de grands arcs de raidissement surmontés de triplets de baies aveugles.

## Architecture intérieure
|                                  |  |                    |
| Coupe longitudinale de l'église. |  | Plan de la crypte. |

Plus que toute autre époque, l'époque romane est un art monumental. C'est avant tout l'œuvre des tailleurs de pierre, dans la maçonnerie. Mais c'est aussi une question d'un art de spiritualité, imprégné de la foi chrétienne, dont le secret est la répartition de la lumière autour de formes pures. Les jeux d'ombres et de lumières sont représentés dans une merveilleuse variété dans Notre-Dame d'Orcival. La lumière de midi en particulier fait ressortir la splendeur romane. Presque tous les murs, piliers, colonnes, arcs et soubassements sont en pierre, tandis que toutes les voûtes en berceau et en arêtes, les dômes et les calottes en coupole sont recouverts de plâtre lisse. La maçonnerie est constituée principalement de blocs d'andésite grise en grand appareil, en couches régulières. Cependant, certaines parties des murs sont constituées de pierres naturelles de plus petit format et de différentes couleurs, disposées de manière irrégulière.
L'intérieur n'est pas polychrome comme à Issoire, mais il a la même structure que dans les autres églises romanes majeures de Basse-Auvergne.

### Narthex

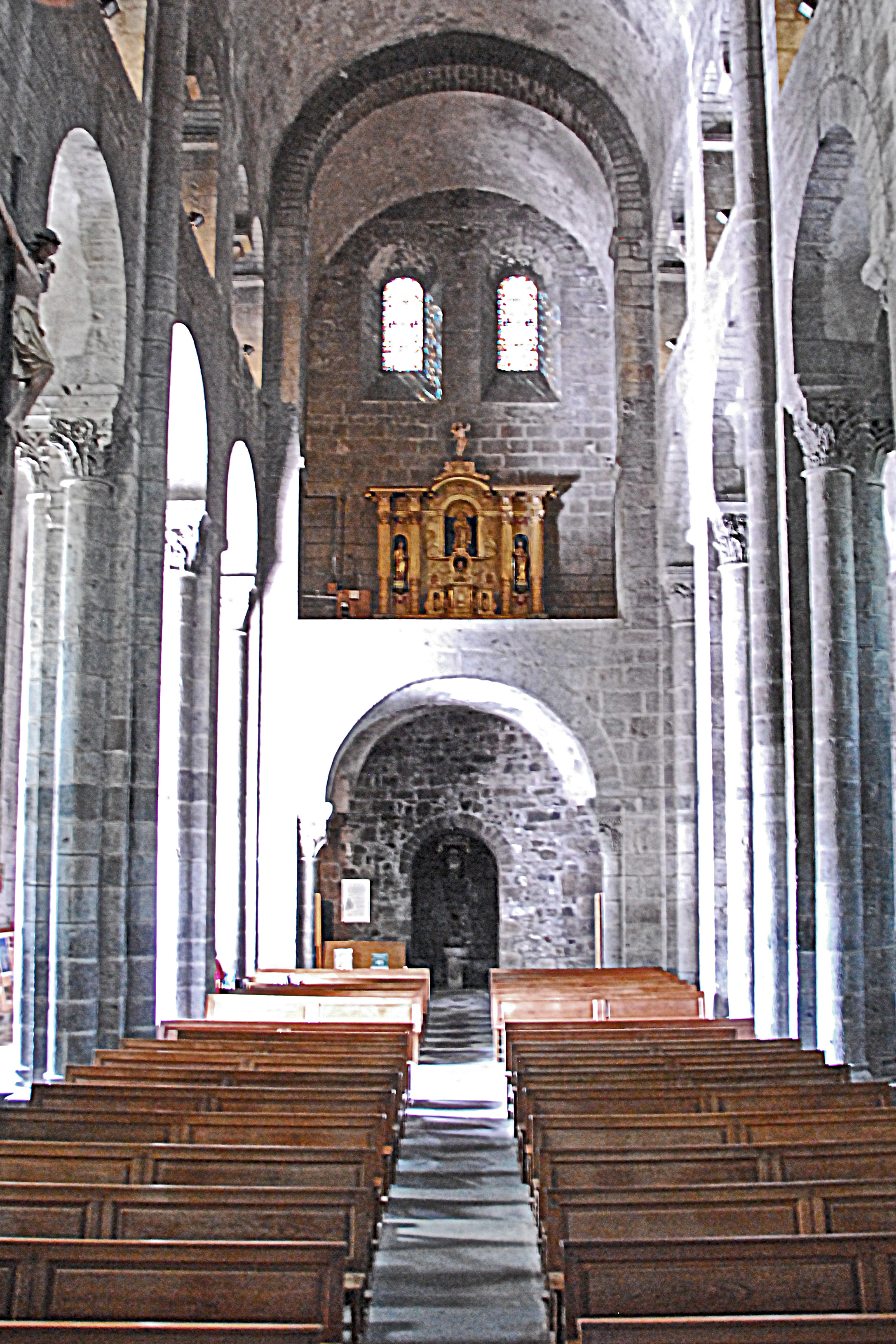
Le narthex, vu de la nef.

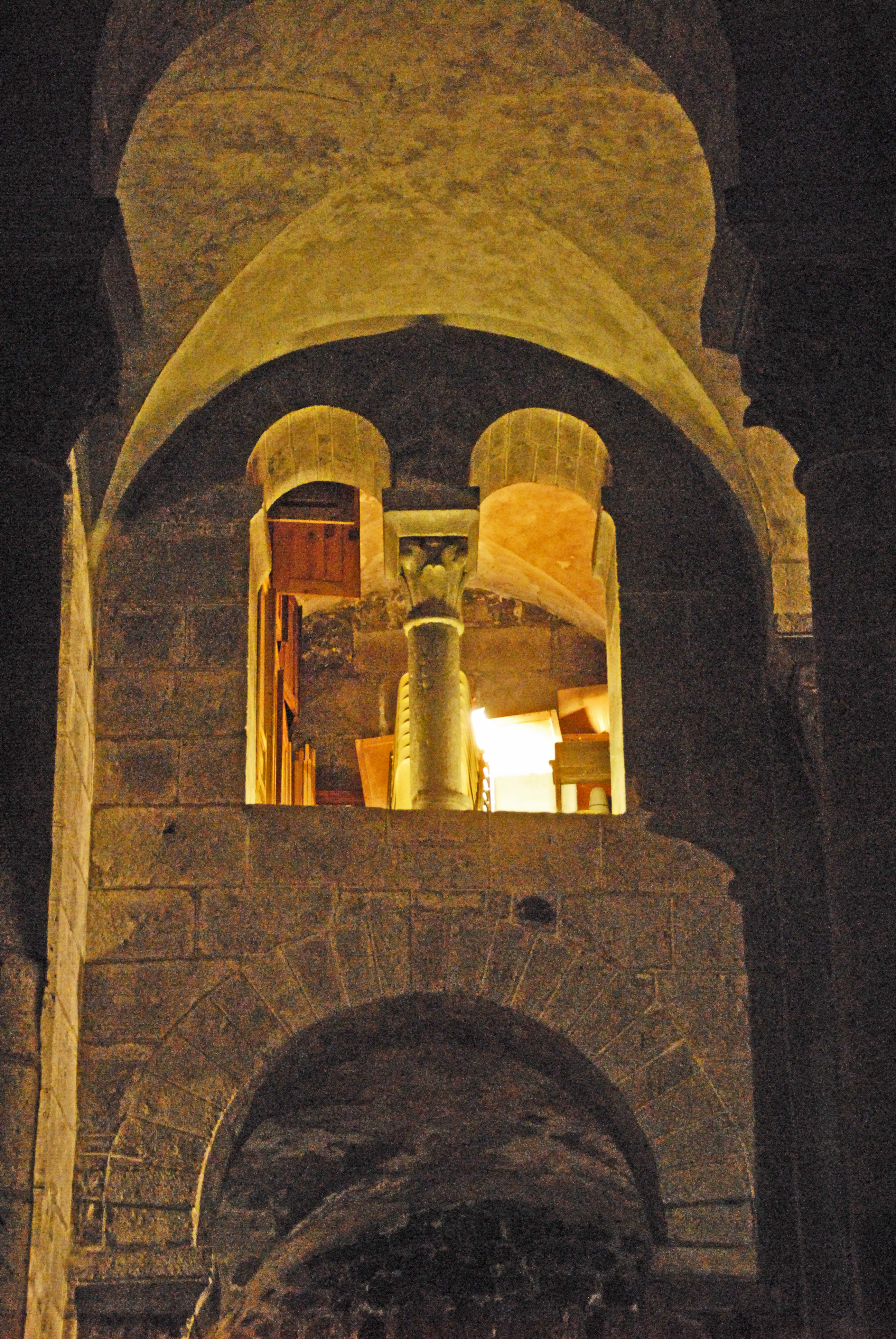
Mur du narthex depuis le collatéral nord.

À Orcival, la nef, qui comporte deux collatéraux, s'articule transversalement en quatre travées, précédées à l'extrémité ouest par le narthex, à peu près de même largeur. Bien que le narthex soit spatialement relié à la nef, sa structure est indépendante. Il est entouré d'immenses murs en forme de U, dont l'épaisseur atteint 3,90 m pour le mur frontal ouest et 1,60 m pour les murs latéraux. Dans d'autres églises d'Auvergne, des murs tout aussi épais soutiennent le massif ouest avec deux tours d'angle. Il est possible que les planificateurs de l'église aient à l'origine pensé réaliser un tel ouvrage occidental et aient plus tard renoncé à leur projet. Néanmoins, les murs solides étaient utiles si on les considère comme un renfort contre les forces du versant de la montagne adjacente.
Une particularité du narthex d'Orcival est que, faute de portail d'entrée à l'ouest, il ne remplit pas, selon l'habitude, le rôle de vestibule menant de l'extérieur à l'espace principal pour l'assemblée des fidèles. Dans cette église, l'accès à la nef se fait par le portail principal situé au sud de la seconde travée. De l'intérieur, au lieu d'un portail, le narthex montre à l'étage inférieur un arc central en plein cintre qui abrite une simple niche murale profonde et arrondie. Peut-être les bâtisseurs avaient-ils prévu à l'origine d'y placer un véritable portail, accessible par un escalier extérieur, comme celui de la basilique Notre-Dame-du-Port de Clermont-Ferrand. Une coupe longitudinale de l'église d'Orcival montre une cavité souterraine derrière l'actuelle niche baptismale, ce qui confirme l'hypothèse d'un tel projet d'accès par l'ouest du bâtiment.
Dans la zone de la nef centrale au-dessus de la galerie, il manque au narthex le mur d'origine sous le sommet de la voûte. La grande ouverture d'arcade qui existe aujourd'hui sur le parapet de l'étage supérieur jusqu'à la dernière arche de ceinture à arêtes vives était en grande partie fermée. Trois ouvertures de formes différentes ont été découpées dans ce pan de mur. Sur le parapet de la galerie fermée, un peu plus haut, s'élevait une triple arcade, de la largeur de l'arcade actuelle, aux ouvertures élancées en plein cintre séparées par deux colonnes et munies de chapiteaux sculptés, d'impostes profilés et de soubassements. À une courte distance au-dessus se trouvait une ouverture d'arcade trapue en plein cintre, dont les approches de l'arc étaient marquées par des profils d'imposte, qui n'étaient disposés qu'à une courte distance au-dessus du parapet de l'arcade. Dans le panneau mural restant au-dessus de l'arc, une petite ouverture à arcades géminées était aménagée, dont les arcs reposaient sur un petit pilier, avec la même disposition en saillie. Un tel mur existe à Notre-Dame-du-Port de Clermont-Ferrand, et à l'église de Saint-Nectaire.
L'arcade en plein cintre ouvrant sous le plafond de la galerie est celle d'origine. Son arc se fond parfaitement dans l'allège de la voûte nervurée située derrière lui. Son arc en clef de voûte repose sur deux colonnes antiques devant les saillies des piliers équipés de chapiteaux sculptés, d'impostes profilées et de bases. La voûte centrale est séparée des voûtes croisées couvrant les bas-côtés du narthex par des arcs transversaux. Au-dessus, il y a une autre mezzanine, couverte d'une des voûtes d'arête qui se prolongent dans les bas-côtés. Dans les murs entre les hauts bas-côtés et le narthex, de fines arcades en plein cintre sont découpées à l'étage inférieur, dont le haut se situe au niveau du sommet de l'arcade du bas-côté central. Au-dessus, juste au-dessous de la voûte, s'ouvre une arcade géminée, aux arcs vifs accolés sur une colonnette munie d'un chapiteau sculpté, d'un imposte profilée et d'une base. L'étage supérieur du narthex s'élève jusqu'au-dessous de la voûte en berceau, qui a la même forme et la même élévation que celle de la nef. Au-dessus des deux mezzanines, dans le prolongement des allées, se trouve un troisième étage, qui est un prolongement des tribunes latérales, couvert par la même voûte en demi-berceau. Cette particularité de Notre-Dame d'Orcival pourrait indiquer qu'aucune tour n'était prévue au-dessus de ces structures.
Dans les murs entre la galerie centrale et les bas-côtés du narthex, les ouvertures sont semblables à celles des murs de séparation de la nef centrale. Au niveau de la galerie, de grandes arcades correspondent aux arcs voisins du mur mitoyen qui reposent sur de courts piliers. Au niveau des tribunes latérales, les arcades jumelles sont les mêmes que dans les ouvertures à meneaux de la galerie.
Dans le mur ouest du narthex, au rez-de-chaussée, se trouve une niche en plein cintre dont la profondeur correspond aux deux tiers environ de l'épaisseur du mur. Il n'est pas sans rappeler le sanctuaire de source que l'on trouve aux origines du monument et sert essentiellement au rite du baptême. Dans chacune des deux nefs du narthex, une porte ouvre sur le mur ouest donnant accès à l'escalier à vis qui monte à l'entresol, à la galerie et aux tribunes latérales.
Le narthex est éclairé au rez-de-chaussée par une seule fenêtre en arc dans le mur sud, dont les jambages s'évasent vers l'intérieur. À l'étage supérieur se trouvent deux fenêtres adjacentes de ce type, découpées en hauteur dans la partie voûtée du mur ouest. Elles sont  restées longtemps fermées et n'ont été rouvertes qu'en 2009, dans le cadre d'importants travaux de restauration.

### Nef
La nef centrale entre le narthex et la croisée est couverte d'une voûte en berceau continu sans arcs doubleaux, dont la crête est à environ 17,4 m au-dessus du sol. Sa courbure se confond parfaitement avec les surfaces des cloisons.
Les bas-côtés sont couverts de voûtes d'ogives, dont les écoinçons pointant vers le bas-côté central se fondent harmonieusement dans les arcs en plein-cintre des murs mitoyens. Leurs sommets culminent à 8,95 m au-dessus du sol. Les travées voûtées sont séparées par des arcs à arêtes vives qui s'appuient au niveau de leurs bases d'arcs sur des fûts de remploi équipés de chapiteaux végétaux, d'impostes profilées et de soubassements.
Les arcades des murs mitoyens sont de même conception, dont les impostes atteignent la même hauteur que celles des bas-côtés. Les noyaux des piliers du mur mitoyen ont des arêtes vives de la nef centrale aux impostes et se fondent dans les murs mitoyens sans aucune rupture. Vers les bas-côtés, ils sont arrondis de manière à simuler des sections semi-circulaires. Les piliers entre les deuxième et troisième travées font exception. Ils ont des fûts carrés avec des arêtes vives de tous les côtés.
Du côté de la nef, il y a des remplois antiques de trois quarts de rond qui atteignent les débuts de la voûte, où ils sont équipés de chapiteaux simplement sculptés et d'impostes et bases profilées. Leur fonction peut être interprétée comme un support pour une poutre en bois placée en travers, qui aurait servi à suspendre un grand lustre au milieu de la nef.
Comme dans toutes les églises de ce type, la voûte en berceau de la nef centrale est soutenue par des voûtes en demi-berceau au-dessus de véritables tribunes des bas-côtés. Ces voûtes sont séparées entre les travées d'arcades. De la nef aux tribunes, centrées sur les arcades des murs mitoyens, des fenêtres géminées ont été ouvertes dont les parapets sont disposés un peu au-dessus des crêtes des arcades. Leurs arcs en plein cintre à arêtes vives, pourvus de chapiteaux sculptés de végétaux, d'impostes et de soubassements profilés, descendent avec leurs crêtes juste sous les abords des voûtes. Les débuts de leurs arcs extérieurs sont marqués par des profils de combattants.

La nef
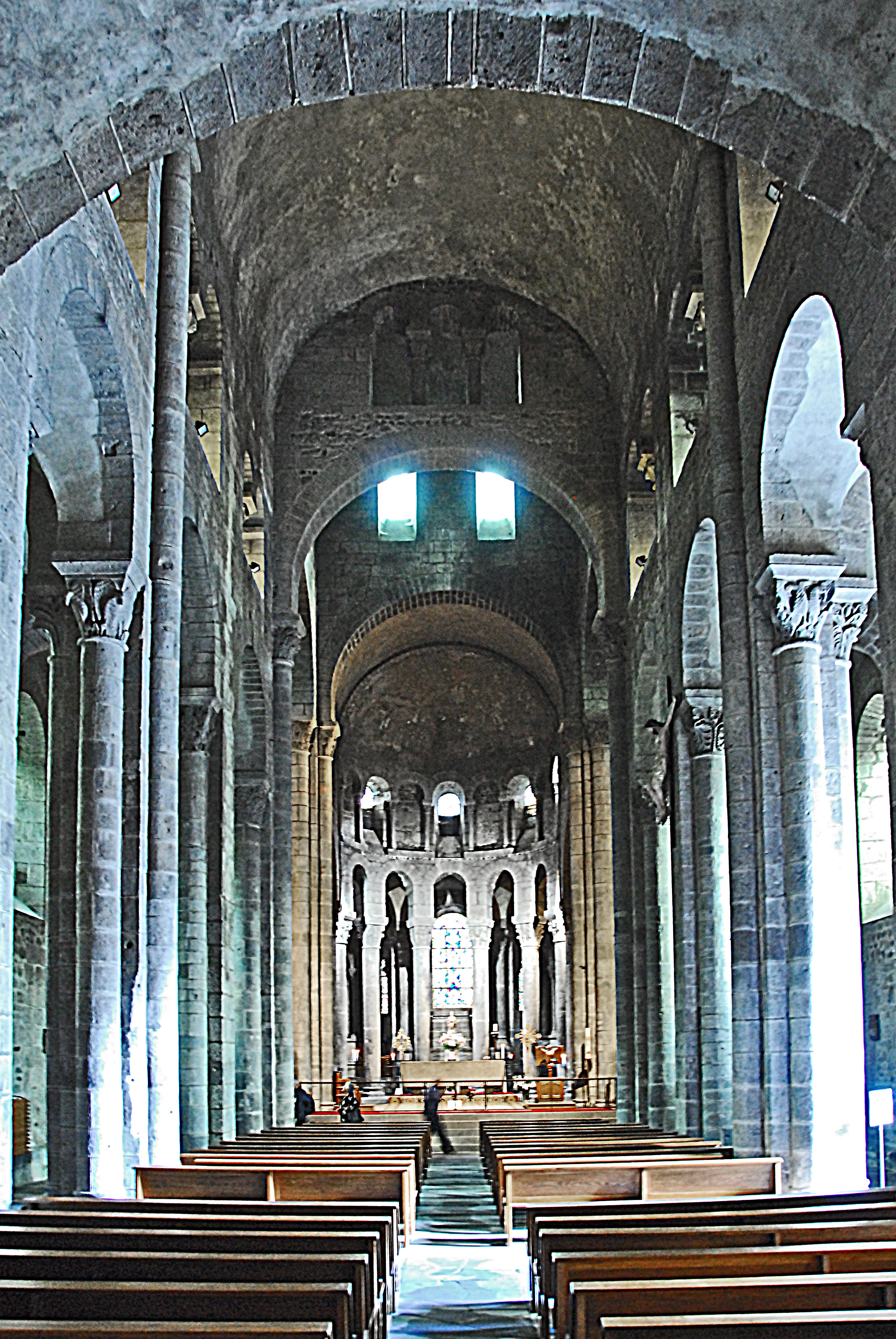
La nef, vue du narthex.
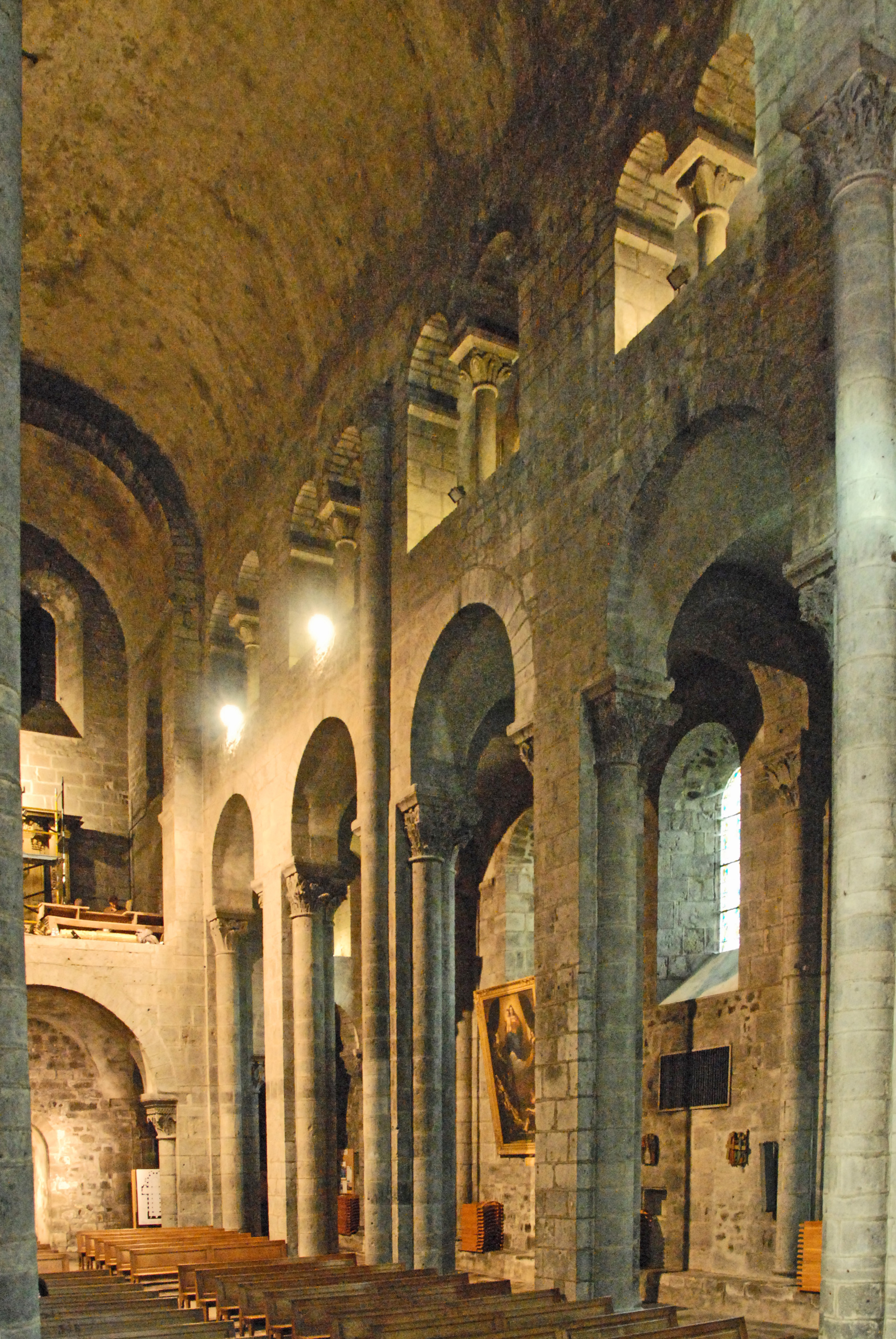
Les quatre travées du mur nord de la nef.
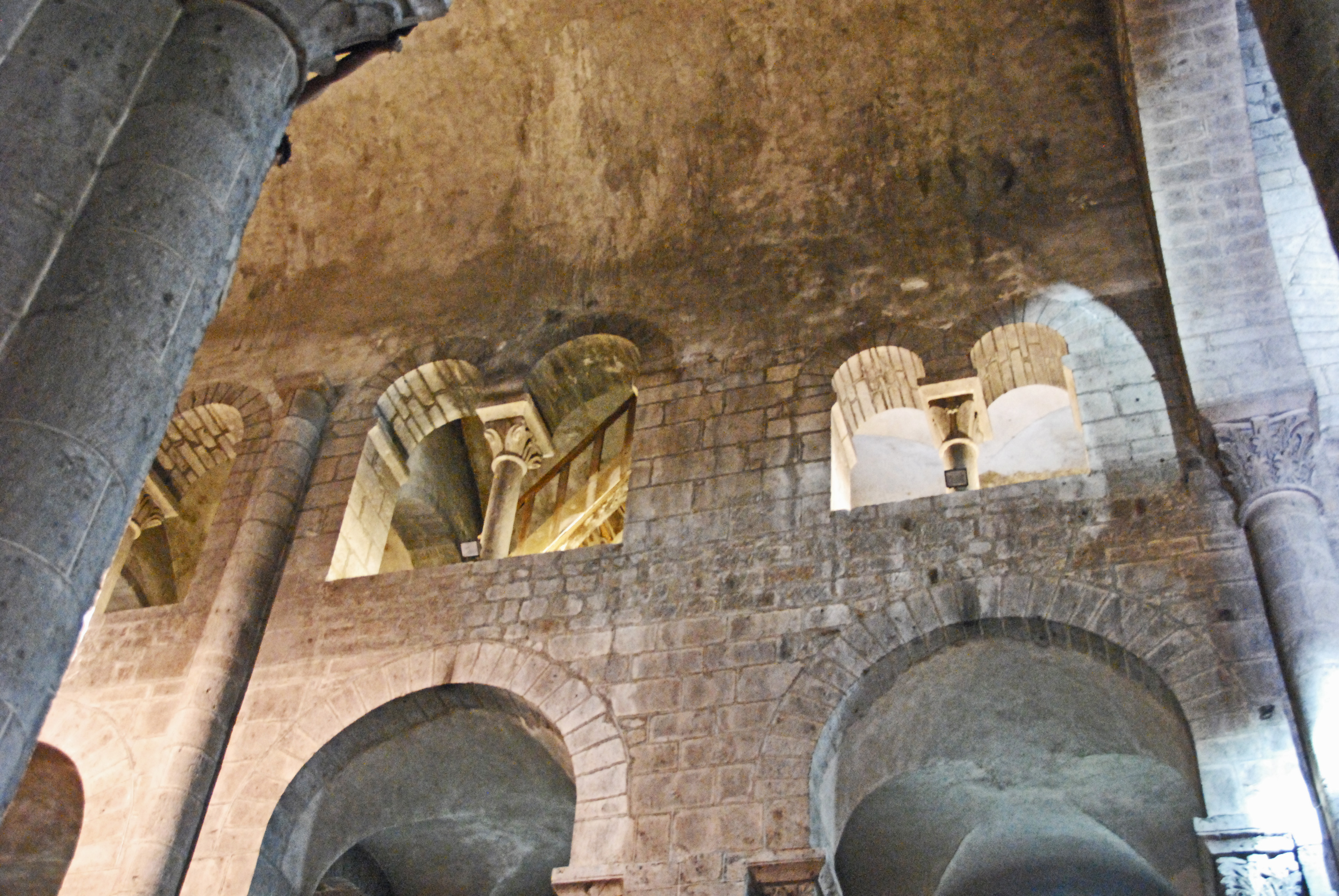
Mur sud de la nef centrale, travées 2-1.
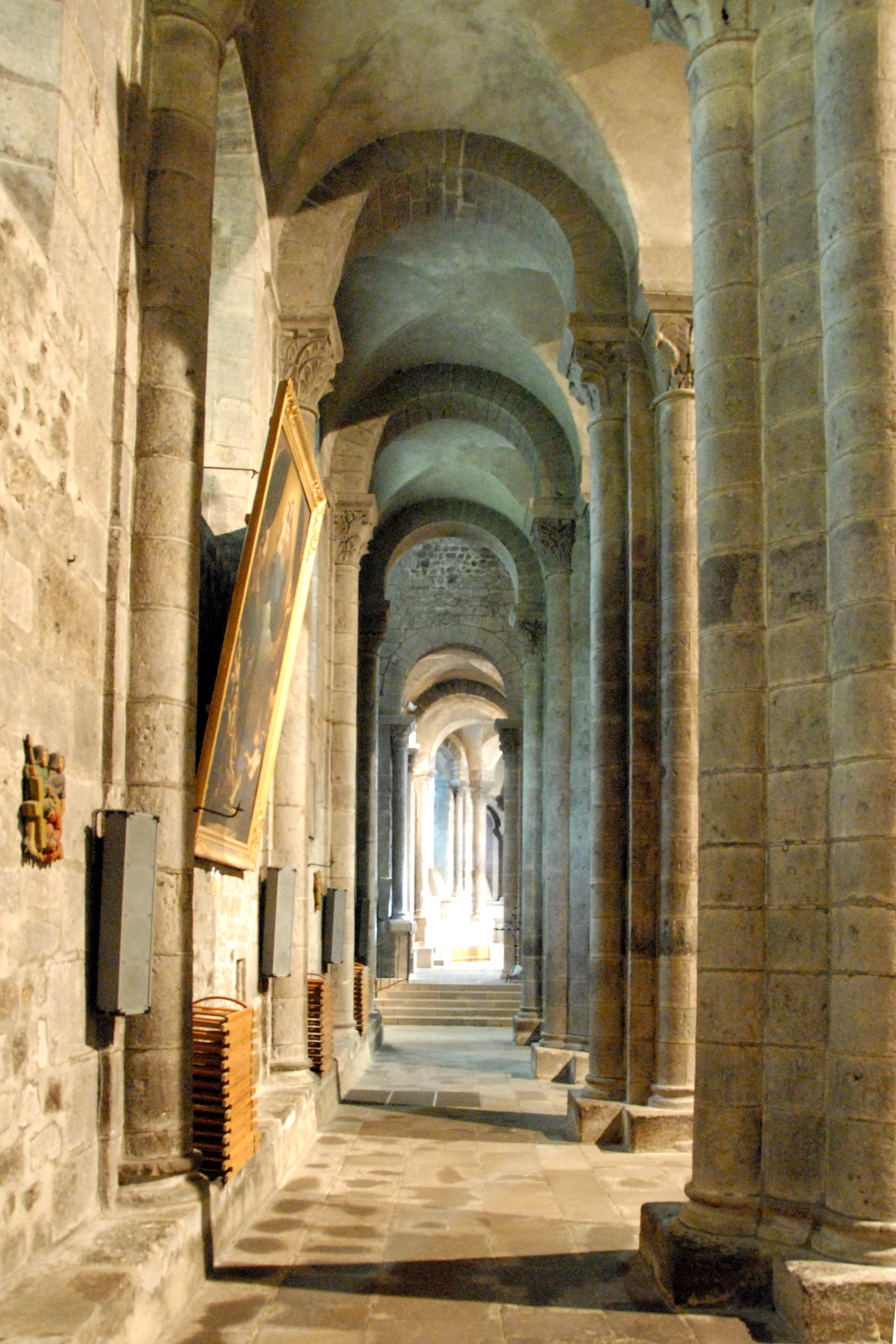
Avant du collatéral nord.
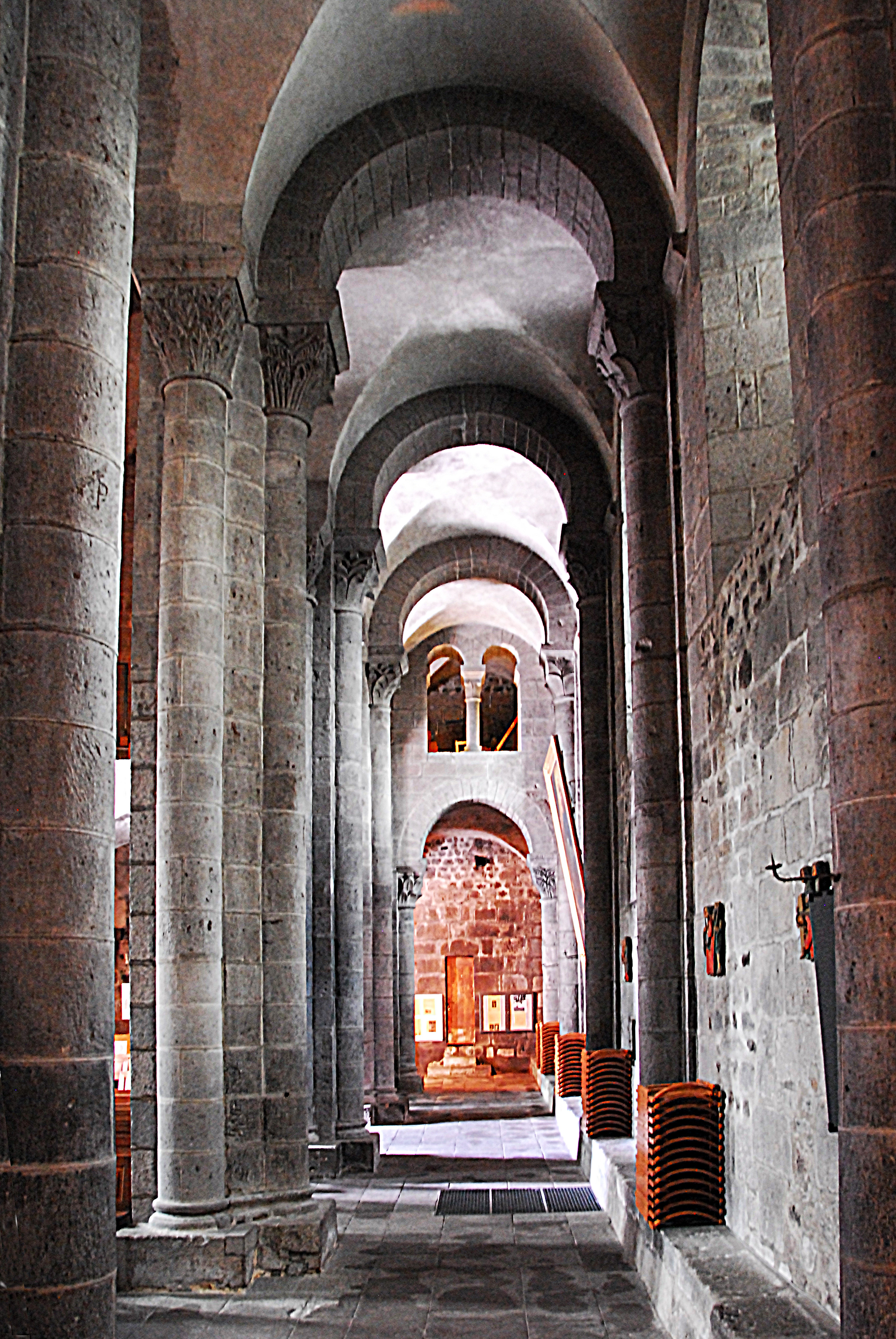
Arrière du collatéral nord.

### Le chœur
Le chœur, voûté en cul-de-four, est entouré de huit colonnes couronnées de chapiteaux sculptés de motifs végétaux supportant des arcs surhaussés surmontés d'une deuxième série de baies, alternativement ajourées et aveugles.

Le chœur
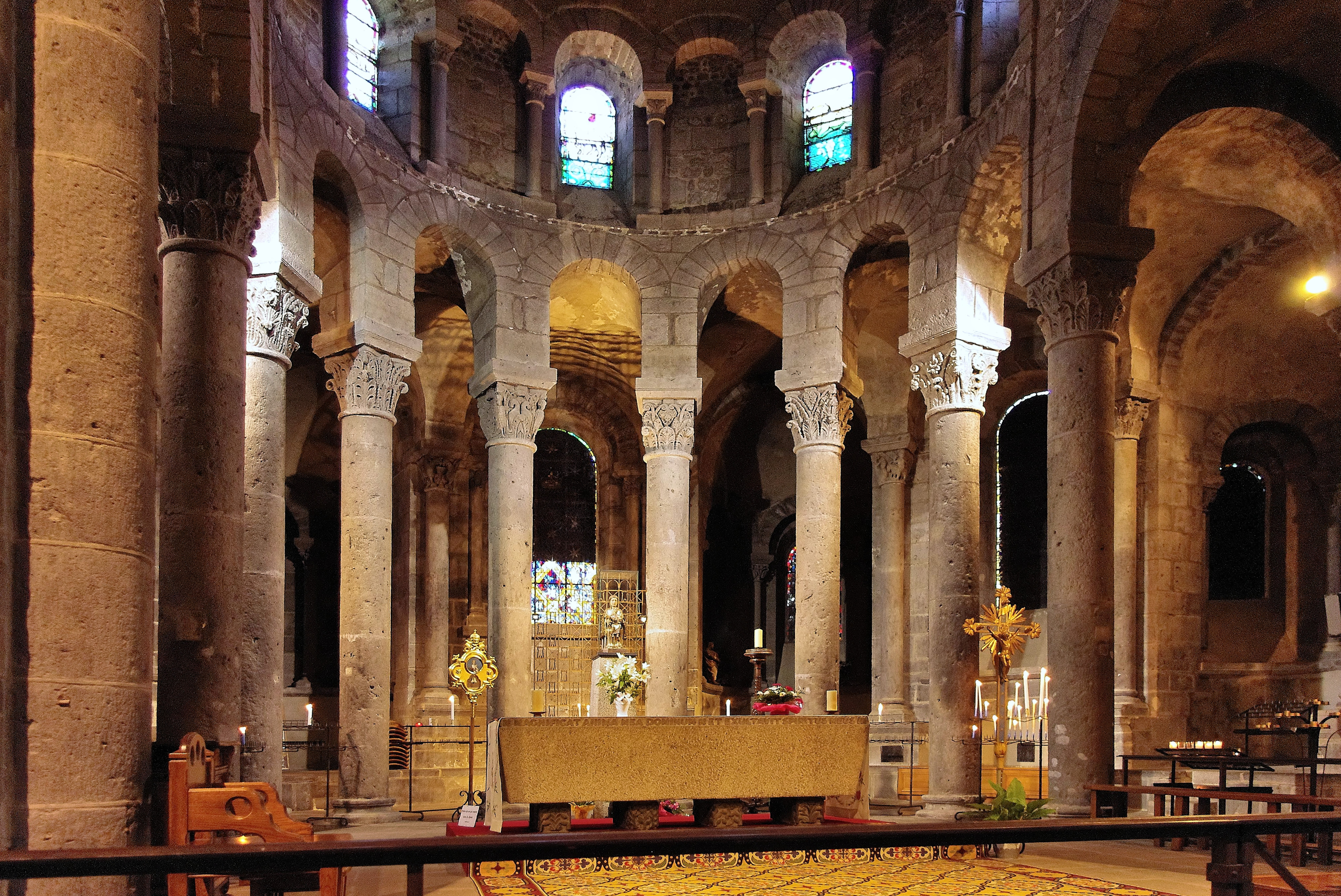
Chœur de la basilique, colonnes et chapiteaux du rond-point.
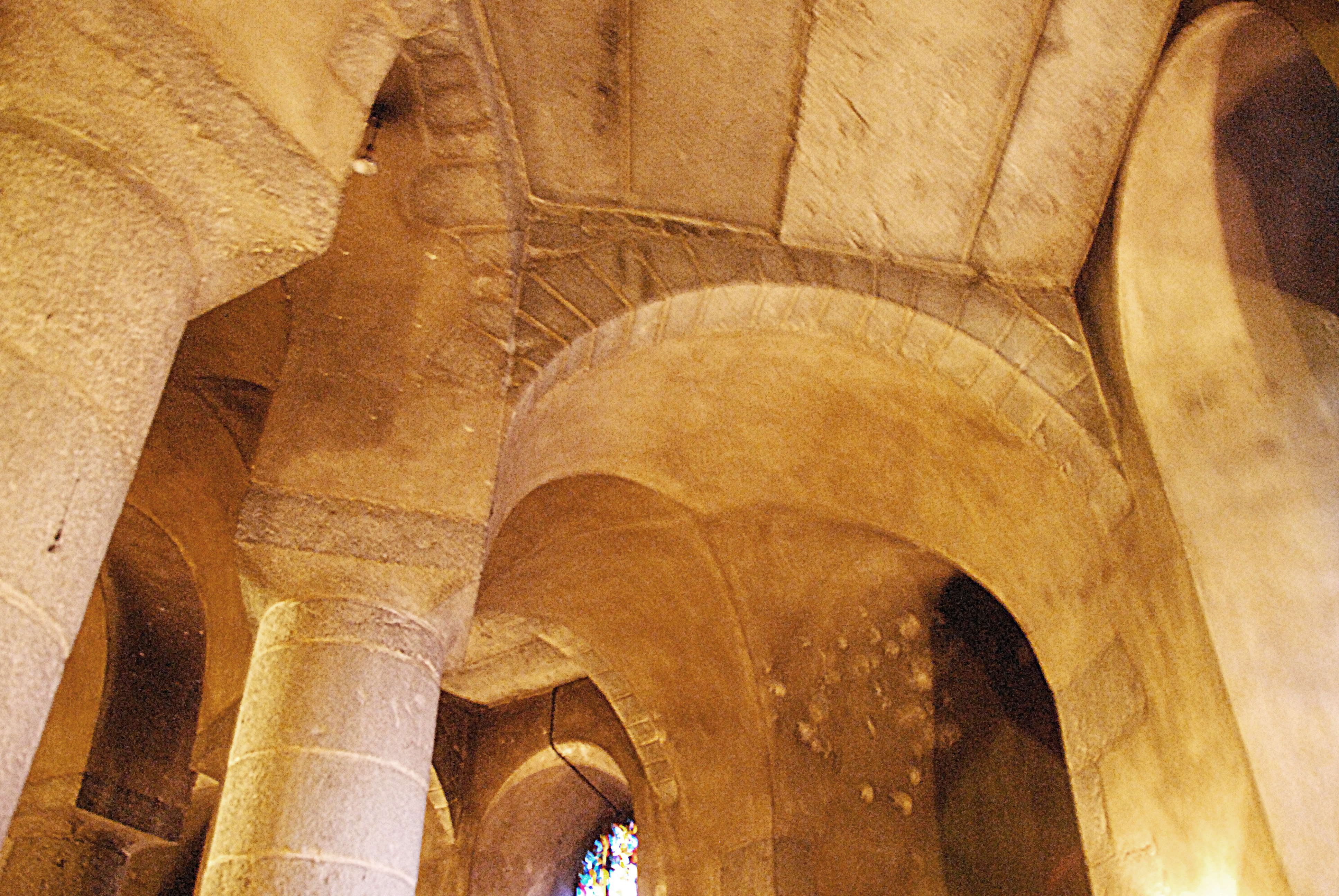
Déambulatoire.

### Crypte

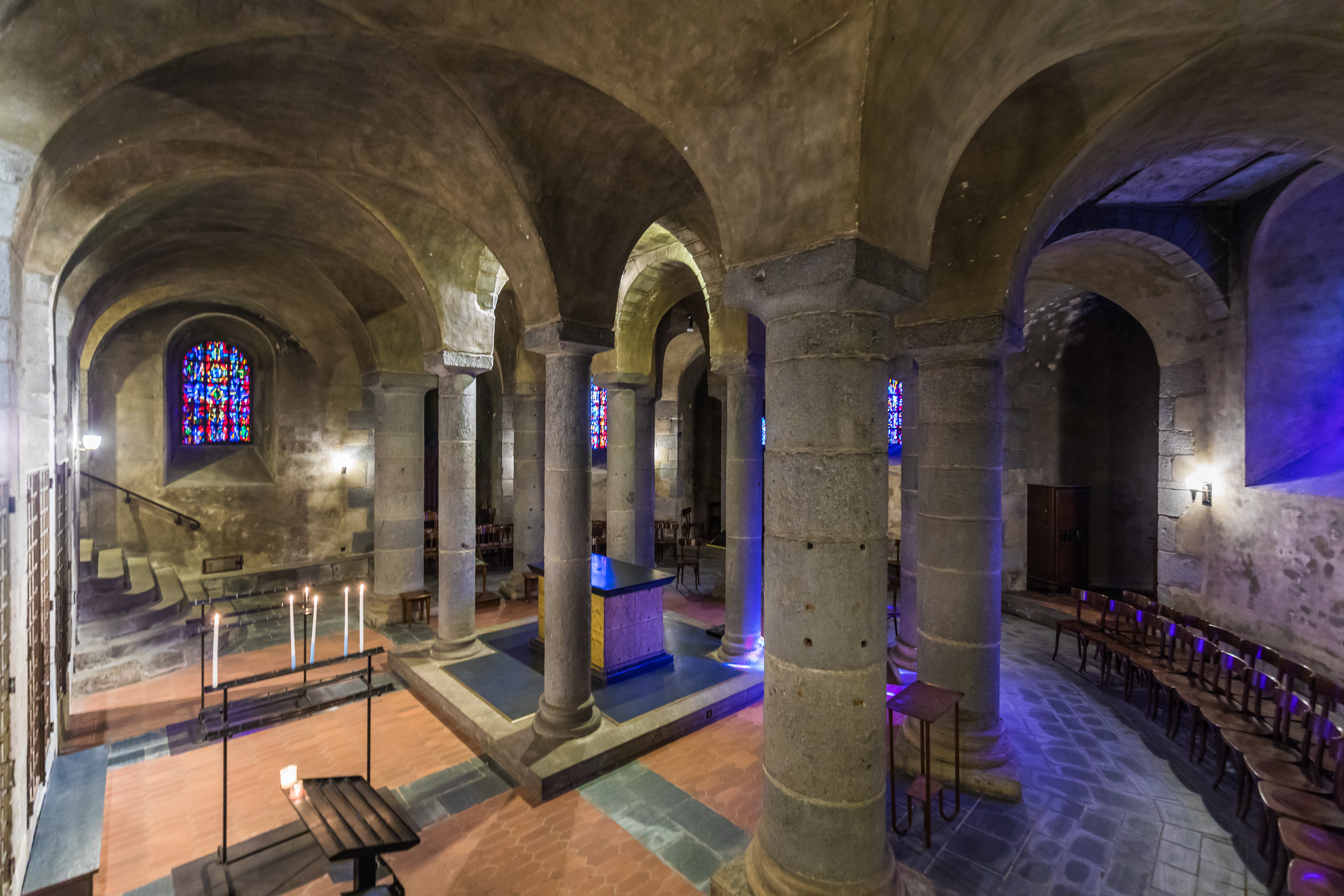
Crypte, partie centrale, depuis le nord-ouest.

La crypte est accessible depuis les bras du transept par deux escaliers tortueux. Son plan est presque identique à celui du chœur, du déambulatoire et des chapelles radiales.
Huit colonnes puissantes, paraissant robustes en raison de la faible hauteur sous plafond, correspondent à celles de l'abside du chœur. De plus, quatre colonnes identiques sont disposées en carré à l'intérieur du demi-cercle. Au lieu de chapiteaux, les colonnes sont coiffées de plaques d'imposte carrées. Quatre absides alignées radialement sont encastrées dans le mur extérieur incurvé en demi-cercle.
Du côté ouest, trois niches d'environ sont séparées par deux murs dans lesquels sont pratiquées des ouvertures rectangulaires, chacune divisée au milieu par une colonne. Les trois niches servaient de martyrion, dans lesquelles les reliques pouvaient être conservées sous clé en toute sécurité, tout en restant visibles à travers des barreaux.
La crypte est couverte d'un réseau de voûtes d'arêtes partiellement sur pilotis appuyées sur les douze colonnes et le murs d'enceinte. Les sections sont couvertes de grandes dalles de pierre disposées en face des fenêtres entre les chapelles.

## Patrimoine: Vierge en majesté, dite Notre-Dame d'Orcival
La Vierge d'Orcival est une statue de procession en noyer, datée de 1170 environ, donc contemporaine de la construction de l'église. Elle mesure 74 centimètres de haut, socle compris.
Cette statue de procession est datable du 3e quart du XIIe siècle, contemporaine des Vierges de Tournus, Marsat, Chalus-Lembron, Saint-Flour. Elle a échappé à la destruction systématique du mobilier de l'église lors de la Révolution. Les mains sont des ajouts du XVIIIe siècle.
Lors de sa restauration, en 1960, les revêtements en cuivre, qui au fil des ans avaient remplacé ceux en or et en argent, ont été retirés, rendant à la Vierge en majesté d'Orcival son aspect d'origine.
La statue est dorée à la feuille d'or. Le trône, qui compte parmi les parties les mieux conservées, est orné d'imitations de camées antiques, avec des reliefs de taureaux, de chevaux et de têtes humaines.
Les visages, les mains, les pieds ne sont pas dorés à la feuille, mais coloriés. Le visage sévère de la Vierge présente des traits étrangement asymétriques, plus rustiques à droite, plus nobles à gauche. L'enfant Jésus, au visage d'adulte, tient le livre des Évangiles. La sculpture correspond au type iconographique Sedes sapientiae : Marie comme trône de la sagesse divine.

Notre-Dame d'Orcival
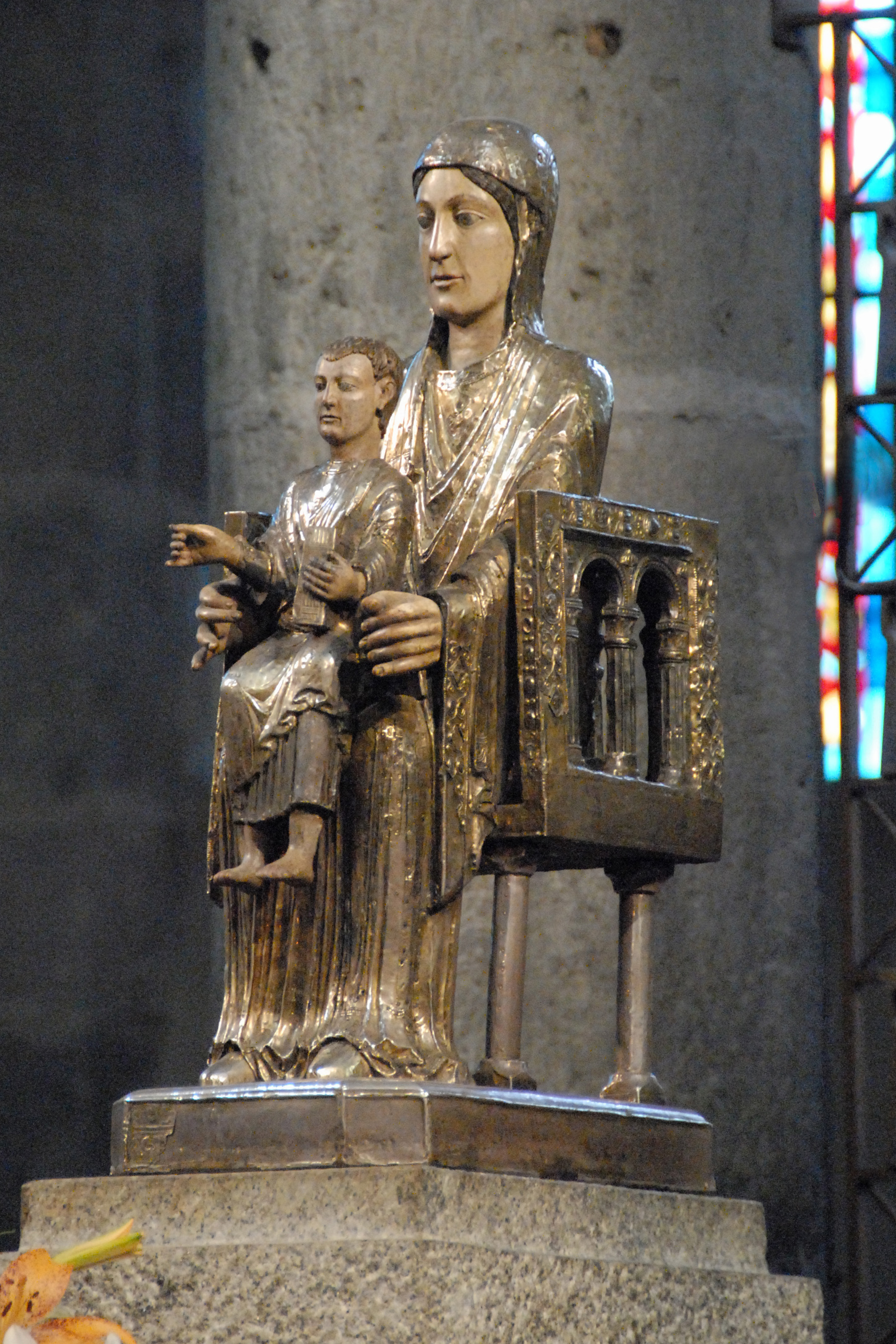
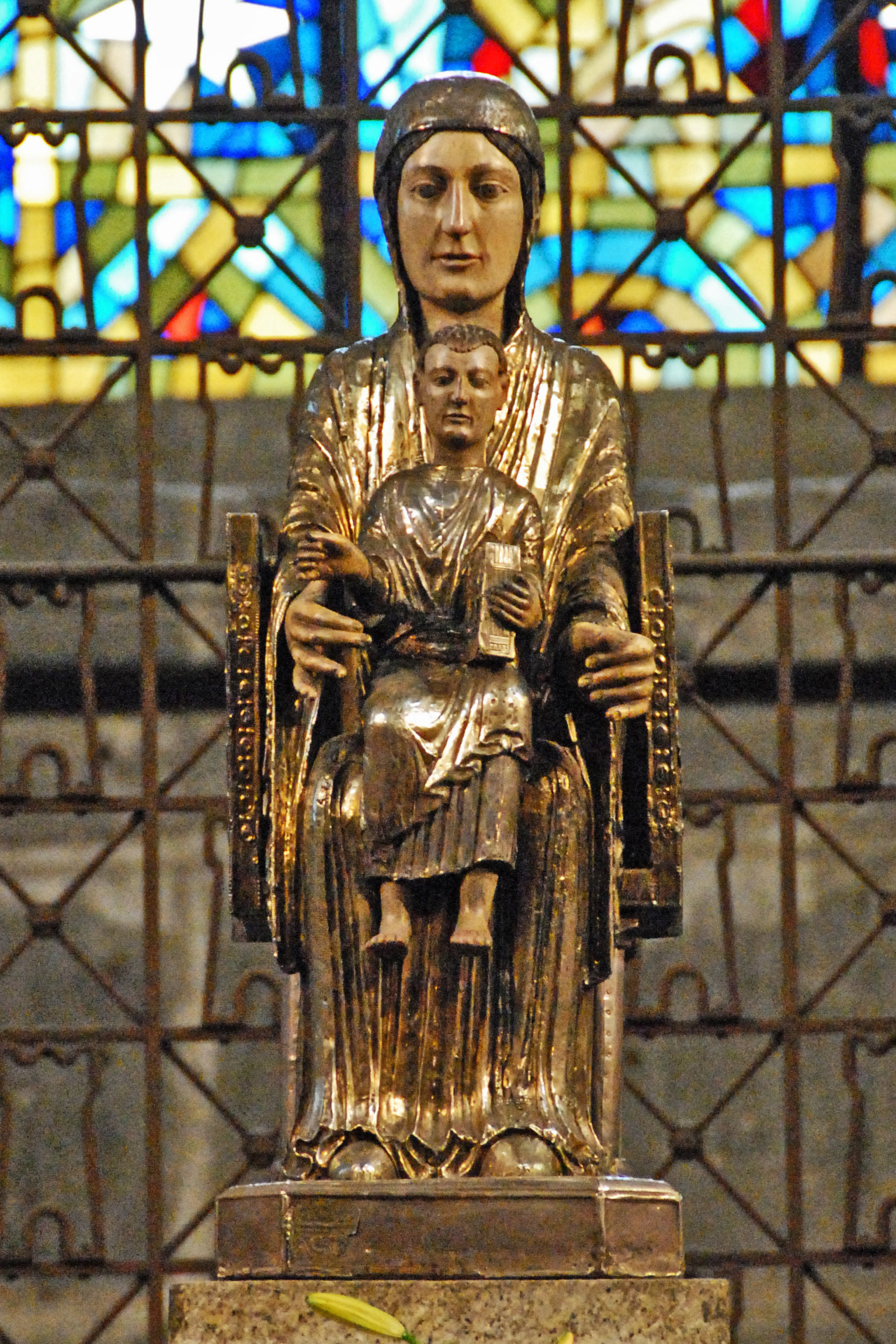
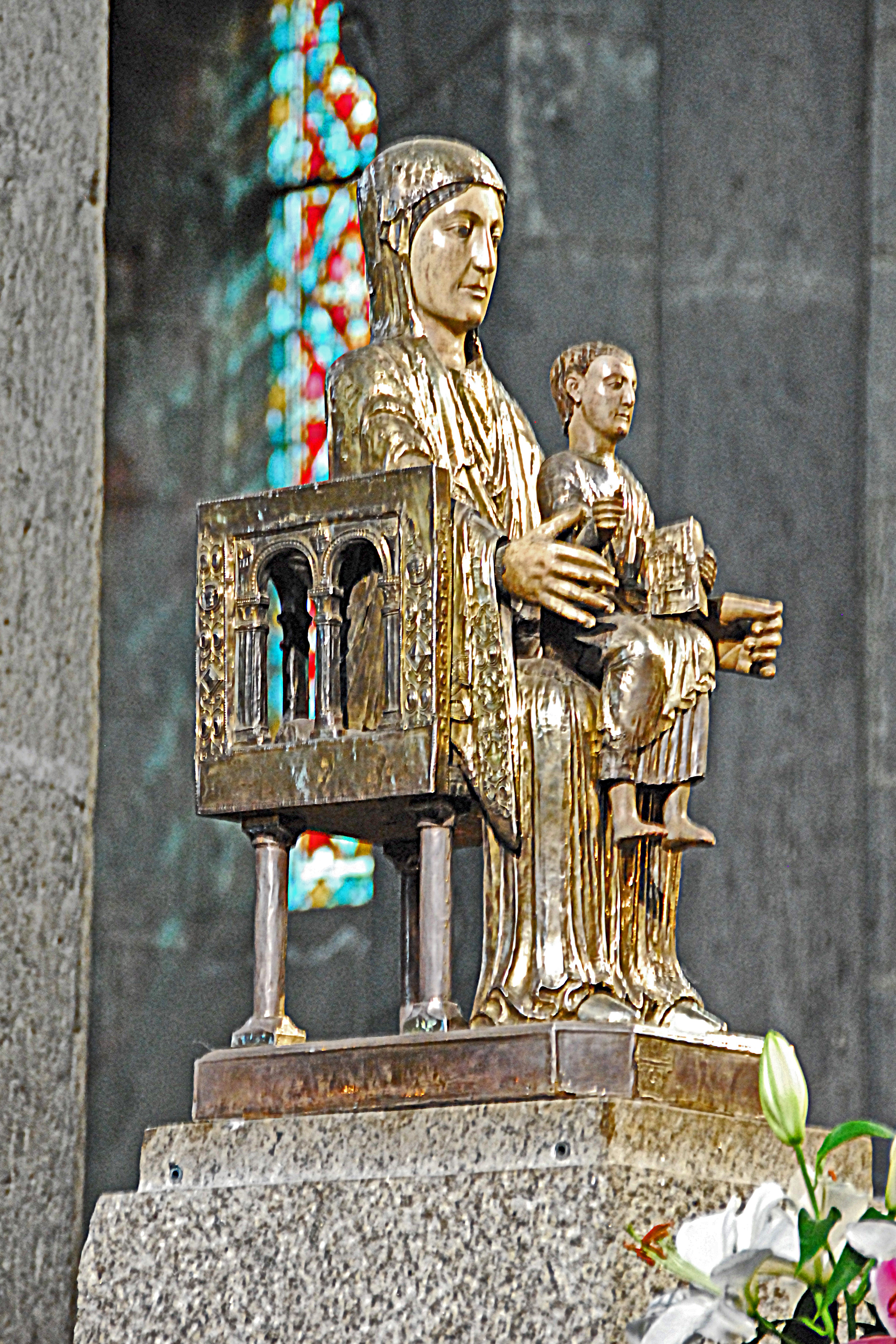

## Liens Externes
- Basilique Notre-Dame d'Orcival (Orcival)|Structurae
- La basilique Notre-Dame d'Orcival - Premier millénaire
- Paroisse Notre Dame d'Orcival - Sioule et Montagnes - Le kiosque des journaux paroissiaux